# Rozbórz Długi (gromada)
Rozbórz Długi – dawna gromada, czyli najmniejsza jednostka podziału terytorialnego Polskiej Rzeczypospolitej Ludowej w latach 1954–1972.
Gromady, z gromadzkimi radami narodowymi (GRN) jako organami władzy najniższego stopnia na wsi, funkcjonowały od reformy reorganizującej administrację wiejską przeprowadzonej jesienią 1954 do momentu ich zniesienia z dniem 1 stycznia 1973, tym samym wypierając organizację gminną w latach 1954–1972.
Gromadę Rozbórz Długi z siedzibą GRN w Rozborzu Długim utworzono – jako jedną z 8759 gromad na obszarze Polski – w powiecie jarosławskim w woj. rzeszowskim na mocy uchwały nr 21/54 WRN w Rzeszowie z dnia 5 października 1954. W skład jednostki weszły obszary dotychczasowych gromad Rozbórz Długi, Rozbórz Okrągły i Rzeplin (bez przysiółka Wola Rzeplińśka) ze zniesionej gminy Pruchnik oraz obszar dotychczasowej gromady Czudowice ze zniesionej gminy Roźwienica w tymże powiecie. 
1 stycznia 1955 gromadę włączono do powiatu przeworskiego w tymże województwie, gdzie ustalono dla niej 23 członków gromadzkiej rady narodowej.
1 stycznia 1956 gromadę włączono z powrotem do powiatu jarosławskiego w tymże województwie.
Gromada przetrwała do końca 1972 roku, czyli do kolejnej reformy gminnej.